# حي الإعلام
حي الاعلام وهو أحد أحياء العاصمة بغداد يقع في الجنوب الغربي من بغداد بجانب الكرخ وهو محصور بين شارع البدالة جنوبا والبياع شمالا ومن المراكز المهمة الموجودة فيه مدينة الألعاب الكرخ وبدالة الانتصار وكذلك يحتوي على عدد من الجوامع المشهورة ومن بينها ويمكن الوصول لهذا الحي عن طريق البياع أو السيدية أو عن طريق منطقة الشرطة الرابعة. لقد تم تسميتها حي الاعلام نسبة إلى سكانها الاعلاميين والصحفيين والعديد من الفنانين منهم الفنان عبد الستار البصري والمخرج قاسم وعل السراج والفنانة زهرة الربيعي والفنان حاتم سلمان والكثير من الفنانين والصحفيين. نشأ حي الاعلام في نهاية سبيعينيات القرن الماضي وتطور بيها العمران فأزداد شيئا فشيئا كما ازداد عدد سكانها. يعد حي الاعلام من أحد الاحياء التابعة لمدينة السيدية كما يسمى حي المعرفة.
أهالي حي الاعلام من الناس الكرماء والمعروفين بشهامتهم ونخوتهم وطيبتهم. وقد استهدف حي الاعلام لوجود مركز للشرطة بالقرب من سوق الاعلام جعله مستهدفا من قبل الارهابيين حيث تعرض مركز الشرطة مرارا وتكرارا إلى هجوم بالسيارات المفخخة أو بالقذائف مما أدى إلى تضحية أهالي السيدية خسائر بشرية وتعرض الحي إلى عدة هجمات من قبل الارهابيين محاولين السيطرة على الحي إلا أن محاولاتهم باءت بالفشل
يمتاز حي الاعلام بتعدد الأسواق والمحلات التجارية الصغيرة منا والكبيرة حيث يوجد سوق شارع البدالة وهو بالقرب من تقاطع المؤدي إلى الخط السريع ومن ثم إلى بغداد الجديدة جنوبا وإلى حي التراث والمعالف غربا وكما يمتاز السوق المسمى أيضا بسوق البدالة بوجود محلات القصابة والخضار والفواكة وكافة المحلات الخدمية الأخرى. كما ويوجد سوق الاعلام بالقرب حسينية الرسول الاعظم ويوجد هنالك أيضا مركز صحي تخصصي وبالاونة الأخيرة نظرة لتزايد عدد سكان الحي ولتبية احتياجات الحي أنشأ مجمع تجاري صغير وهو مجمع الحبيب التجاري بالقرب من مدرسة الاعلام وكما افتتح سوق للخضار والبقالة والقصابة ويوجد أيضا العديد من المحلات الخدمية الأخرى
و مصور السيدية المشهور و يوجد عدد من افران الخبز( الصمون ) و منها افران الفيحاء و افران المائدة و افران الاغظمية و يوجد محلات الانشائية و هي محلات الرضا و محلات الكواز و محلات العبيدي و يوجد مجمع سكني معروف مجمع الكويتي و لان يبنى مجمع سكني جديد يحتوي على 38 عمارة سكنية
وكذلك تعتبر حي الاعلام من المناطق الراقية اجتماعيا والمتكاتفة اُسريا ويوجد في حي الاعلام عدة شخصيات معروفة على جميع الاصعدة الرياضية والثقافية والعسكرية كما أن حي الاعلام تحتضن الشباب الواعي.....